# Marcelina Vahekeni
Marcelina Vahekeni (1990) é uma modelo e gestora de recursos humanos angolana.
Marcelina Vahekeni é natural da comuna de Ondijiva, município de Cuanhama, na província do Cunene.
Marcelina Vahekeni foi eleita Miss Angola 2011, representando o seu país no concurso Miss Universo 2012.